# Лускар ультрамариновий
Лускар ультрамариновий (Cyanoloxia brissonii) — вид горобцеподібних птахів родини кардиналових (Cardinalidae).

## Поширення
Вид поширений на північному сході та в центральній частині Бразилії, у Болівії, Парагваї, Аргентині, Уругваї, а також на півночі Венесуели та Колумбії. Трапляється на узліссях лісових боліт, вторинних лісів і плантацій.

## Опис
Дрібний птах завдовжки приблизно 15 см. Самець має повністю темно-синє оперення з яскраво-блакитним чолом і верхніми частинами крил. Самиці і незрілі птахи коричнево-бурі.

## Спосіб життя
Птах дуже територіальний і трапляється лише поодинці. Раціон дуже різноманітний, вклюває насіння, фрукти і комах. Розмножується з вересня по лютий, будує гніздо серед кущів невисоко над землею. У кладці, зазвичай, від 2 до 3 яєць. Пташенята вилуплюються через 13-15 днів.